# Out of Our Heads
Out of Our Heads je album The Rolling Stonesa izdan 1965. godine. To je prvi album Stonesa koji je došao do broja jedan američke top ljestvice albuma. To je ponajviše zasluga pjesme "(I Can't Get No) Satisfaction", jednog od njihovih najvećih hitova, koja je došla do prvog mjesta i na britanskoj i na američkoj top-ljestvici singlova. Iako je to nezahvalno tvrditi, ta se pjesma smatra jednom od najboljih u povijesti glazbe što dokazuju drugo mjesto na top ljestvici 500 najboljih pjesama svih vremena po izboru časopisa Rolling Stone i prvo mjesto u izboru 100 najboljih rock'n'roll pjesma svih vremena TV stanice VH1. Album je značajan i zbog pjesme "The Last Time". To je bila prva pjesma napisana od strane tandema Jagger/Richards koja je dospjela na prvo mjesto britanske top-ljestvice singlova, na kojem se nalazila četiri tjedna.

## Popis pjesama

### UK izdanje
1. "She Said Yeah" – 1:34
2. "Mercy, Mercy" – 2:45
3. "Hitch Hike"  – 2:25
4. "That's How Strong My Love Is" – 2:25
5. "Good Times" – 1:58
6. "Gotta Get Away" – 2:06
7. "I'm Talking about You" – 2:31
8. "Cry to Me" – 3:09
9. "Oh Baby (We Got a Good Thing Goin')" – 2:08
10. "Heart of Stone" – 2:50
11. "The Under Assistant West Coast Promotion Man" – 3:07
12. "I'm Free" – 2:24

### SAD izdanje
1. "Mercy, Mercy" – 2:45
2. "Hitch Hike"  – 2:25
3. "The Last Time " – 3:41
4. "That's How Strong My Love Is" – 2:25
5. "Good Times" – 1:58
6. "I'm All Right" (Live) – 2:23
7. "(I Can't Get No) Satisfaction" – 3:43
8. "Cry to Me"  – 3:09
9. "The Under Assistant West Coast Promotion Man" – 3:07
10. "Play with Fire" – 2:14
11. "The Spider and the Fly" – 3:38
12. "One More Try" – 1:58

## Singlovi
- "The Last Time"
- "(I Can't Get No) Satisfaction"

## Top ljestvice

### Album
| Godina | Ljestvica            | Pozicija |
| ------ | -------------------- | -------- |
| 1965.  | UK Top 20 Albumi     | #2       |
| 1965.  | Billboard Pop Albumi | #1       |

### Singlovi
| Godina | Singl                           | Ljestvica             | Pozicija |
| ------ | ------------------------------- | --------------------- | -------- |
| 1965.  | "The Last Time"                 | UK Top 50 Singlova    | #1       |
| 1965.  | "(I Can't Get No) Satisfaction" | UK Top 50 Singlova    | #1       |
| 1965.  | "The Last Time"                 | The Billboard Hot 100 | #9       |
| 1965.  | "(I Can't Get No) Satisfaction" | The Billboard Hot 100 | #1       |

## Članovi sastava na albumu
- Mick Jagger - pjevač, usna harmonika, udaraljke
- Keith Richards - gitara, pjevač
- Brian Jones - gitara,
- Charlie Watts - bubnjevi, udaraljke
- Bill Wyman - bas-gitara, pjevač

## Vanjske poveznice
- allmusic.com  Arhivirana inačica izvorne stranice od 4. ožujka 2021. (Wayback Machine)